# Kísérlet (tudomány)
A tudományban a kísérlet a tudományos megismerés egyik módszere, eszköze, amellyel egy jelenséget, feltételt, okot tervszerűen és módszeresen előidézünk, létrehozunk tudományos megfigyelés céljából. A kísérlet során a kísérletező tudós tesz valamit, majd megfigyeli a tett következményeit. Mivel a kísérlet körülményeit, feltételeit és változóit a kutató kontrollálja, ennek köszönhetően a kísérleti módszer az egyetlen olyan tudományos módszer, amely lehetővé teszi az okságra vonatkozó hipotézisek ellenőrzését.
Egy gyermek alap dolgokkal kísérletezhet annak érdekében, hogy rájöjjön, a dolgok miért esnek le a földre, míg egy tudóscsapatnak több évébe is beletelik, mire rájönnek, egy adott dolog/jelenség hogyan működik. A kísérlet nagyon fontosnak számít a tanulás szempontjából is, ugyanis növelheti egy dolgozat pontszámát is és segítheti a diákot arra, hogy többet tudjon meg arról a tárgyról, amelyről tanul, és az érdeklődését is fokozza, főleg, ha többször is alkalmazza a kísérletet.
A kísérletek lehetnek személyes összehasonlítások (például: több csokoládé kóstolása annak érdekében, hogy az illető megtalálja a kedvencét) vagy komoly, fontos jellegűek (például a tudósok által végzett kísérletek).
A kísérletek használata különbözik a természettudomány és a társadalomtudomány esetében.
A tudományos módszer esetében a kísérlet olyan kutatás procedúrája, amely összehasonlítja a tudományos modelleket (scientific model) vagy a hipotéziseket. 
A kutatók is kísérleteket használnak annak érdekében, hogy teszteljék a létező tudományos elméleteket vagy az új hipotéziseket abból a célból, hogy megerősítsék vagy rácáfoljanak.